# 삼국지 V
《삼국지 V》(三國志V)는 코에이의 삼국지 시리즈 중 다섯 번째 게임이다. 이 게임은 MS-DOS, 세가 새턴, 플레이스테이션, 플레이스테이션 포터블용으로 출시되었다. 1996년에 새턴용으로 첫 출시되었다.
코에이 코퍼레이션은 이 게임의 영어판을 출시할 계획은 없었으나 미국 지사는 기술적, 게임 플레이 지원 없이 메일 주문을 통해 도스용 게임의 중국어판을 판매하였다. 그 이후로도 스핀오프를 포함하여 삼국지 게임의 영어판은 2008년 삼국지 XI 출시 이전까지는 PC 플랫폼용으로 출시되지 않았다.

## 개요
도스 전용이었던 전작에서 탈피하여, 최초로 윈도우 전용으로 개발되었다. 진형 개념이 도입되어 총 12개의 진형은 각각 공격력, 방어력, 화살 공격력 등의 차이가 있고 지형에 따른 장단점이 있도록 하였다. 또한 전쟁에서 원군이 전역에서 떨어져 있는 거리에 따라 도착 날짜가 달라지게 하여(멀리 있을수록 늦게 온다) 이전의 국지전이 아닌 국가간 총력전의 양상을 띠게 되었다. 군주에 명성(명성에 의해 군주의 행동수치가 제한받게 된다)파라미터가 도입되었고 명성 수치를 늘리기 위해서 민중의 중요성이 강조되었다. 사용자가 게임 내 아이템을 작성할 수 있도록 하였다. 게임 내 사운드트랙에 있어서는 미디음악 위주였던 전작에서 탈피하여 최초로 화룡진군, 용천 등 오케스트라를 활용한 클래식풍의 유려한 곡을 수록하였다. 특히, 화룡진군은 특유의 웅장한 분위기로 종종 지상파 방송의 BGM으로 사용되기도 했다.
삼국지 5에서 외교장면에서 사신을 참수할 수 있는 시스템이 있는데 삼국지2, 삼국지3(사신을 포박한 다음에 결정했음)에서도 등장하는 시스템이었다. 실제로 참수하기를 누르면 일정확률로 사신이 사망하는 경우도 있다.

## 시나리오
1. 184년 1월 황건의 난
2. 189년 12월 낙양 불타오르다
3. 196년 9월 조조의 대두
4. 201년 10월 하북의 폭풍
5. 208년 11월 와룡 출현
6. 219년 7월 삼국 정립
7. 234년 9월 오장원의 지는 별

PK1. 184년 5월 방랑의 현성
PK2. 187년 8월 황건적과 남한
황건적과 남한에서는 신장수로만 플레이가 가능하며, 장각과 하진은 선택이 불가능하다. (그러나 컴퓨터에게 위임했다가 다시 군주를 선택할 경우 선택이 가능해진다)
PK3. 200년 1월 관도 대전
PK4. 213년 5월 유비의 입촉

## 파워 업 키트
파워 업 키트는 다음의 기능을 포함한다:
- 4개의 새로운 시나리오.

파워 업 키트에서는 일기토모드가 추가되었는데, 일기토모드에서는 연습시합과 개인전과 최대 5명으로 8개의 조를 짤 수 있는 단체전으로 나뉜 토너먼트, 특정 장수의 무력으로 체력이 다 떨어질 때까지 무한대로 상대할 수 있는 승자진출전 등이 추가되었으며, 실제 보물과 등록 보물을 나누어줄 수 있는 보물양도도 있다. 또 보물 등록도 추가되어 7까지 이어졌는데, 당시에는 등록 보물 소유자를 정할 수가 없었으며 등록만 가능했다. 또한 시나리오가 3개 추가되었으며, 특정한 조건을 만족하면 게임이 종료되게하는 종료조건도 신설되었다.